# YouTube Kids
YouTube Kids là một ứng dụng xem video được YouTube phát triển. Ứng dụng này cung cấp nội dung hướng tới trẻ em, với công cụ kiểm soát nội dung và được quản lý bởi phụ huynh, ứng dụng cho phép lọc các video được coi là không phù hợp với trẻ em 12 tuổi trở xuống, theo Đạo luật bảo vệ quyền riêng tư của trẻ em trên mạng cấm ứng dụng YouTube thông thường quảng cáo cho trẻ em dưới 13 tuổi.
Lần đầu tiên được phát hành vào ngày 15 tháng 2 năm 2015 dưới dạng ứng dụng di động Android và iOS, ứng dụng này đã được phát hành cho TV thông minh LG, Samsung và Sony, cũng như cho Android TV và Apple TV. Phiên bản nền web được ra mắt vào tháng 8 năm 2019. Tính đến tháng 9 năm 2019, YouTube Kids đã có mặt ở 69 quốc gia.

## Chỉ trích
YouTube Kids đã phải đối mặt với sự chỉ trích từ các nhóm vận động, đặc biệt là Chiến dịch vì tuổi thơ không thương mại (CCFC), vì những lo ngại xung quanh việc sử dụng quảng cáo thương mại của ứng dụng, cũng như các đề xuất thuật toán của các video có thể không phù hợp với đối tượng mục tiêu của ứng dụng.
Ứng dụng này cũng đã được liên kết với cuộc tranh cãi "Elsagate" xung quanh các video gây nhiễu và/hoặc bạo lực mô tả các nhân vật từ nhượng quyền truyền thông của trẻ em. Sự chỉ trích về các video đã khiến YouTube tuyên bố rằng sẽ có nhiều hành động nghiêm ngặt hơn để xem xét và lọc các video đó khi được cộng đồng báo cáo và ngăn không cho chúng truy cập từ trong ứng dụng YouTube Kids.

## Tính năng

### Nội dung
Ứng dụng này được chia thành bốn loại nội dung; "Chương trình", "Âm nhạc", "Học tập" và "Khám phá". Các danh mục có các lựa chọn nội dung được tuyển chọn từ các kênh được coi là phù hợp với trẻ em.
Vào tháng 8 năm 2016, ứng dụng đã được cập nhật để hỗ trợ dịch vụ đăng ký YouTube Red, cho phép phát lại miễn phí quảng cáo, phát lại nền và phát lại ngoại tuyến cho người đăng ký. Vào tháng 2 năm 2017, YouTube Red đã bắt đầu giới thiệu loạt phim gốc cao cấp dành riêng cho YouTube Kids, bao gồm DanTDM Creates a Big Scene, Fruit Ninja: Frenzy Force, Hyperlinked và Kings of Atlantis.
YouTube cũng đã trình bày các chiến dịch vận động thông qua các danh sách phát đặc biệt có trên YouTube Kids, bao gồm "#ReadAlong" (một loạt các video, chủ yếu có kiểu chữ động học) để quảng bá kiến thức, "#TodayILearned" (bao gồm danh sách phát STEM-ediented các chương trình và video), và "Make it Healthy, Make it Fun" (hợp tác với Marc và Pau Gasol để thúc đẩy cuộc sống lành mạnh và một lối sống năng động cho trẻ em).
Vào tháng 11 năm 2017, ứng dụng đã được cập nhật để thêm các chế độ giao diện người dùng bổ sung được thiết kế cho các nhóm tuổi khác nhau, từ giao diện đơn giản hóa hiện có (dành cho trẻ nhỏ), đến giao diện dày đặc hơn được thiết kế cho trẻ lớn.
Vào tháng 9 năm 2018, YouTube đã thêm các tùy chọn nhóm tuổi mới liên quan đến nội dung được cung cấp trong ứng dụng: "Trẻ nhỏ tuổi" và "Trẻ lớn tuổi". "Trẻ nhỏ tuổi" duy trì sự kết hợp hiện có của nội dung được cung cấp trước đó và "Trẻ lớn tuổi" thêm nhiều nội dung hơn từ các thể loại khác, chẳng hạn như thiên nhiên, trò chơi điện tử và âm nhạc. Vào tháng 8 năm 2019, cài đặt "Trẻ nhỏ tuổi" đã được tách ra để thêm một nhóm "Mẫu giáo" mới, tập trung vào "sáng tạo, vui tươi, học hỏi và khám phá".

### Kiểm soát của phụ huynh
Ứng dụng có cài đặt cho phép phụ huynh giới hạn thời gian sử dụng thiết bị và hạn chế người dùng truy cập công cụ tìm kiếm. Cha mẹ có thể sử dụng mật mã hoặc tài khoản Google của họ để bảo vệ các cài đặt này và định cấu hình hồ sơ cho nhiều người dùng để điều chỉnh trải nghiệm của họ.